# Charles Winckler
Charles Gustav Wilhelm Winckler (* 9. April 1867 in Frederiksberg; † 17. Dezember 1932 ebenda) war ein dänischer Leichtathlet und Tauzieher.
Winckler nahm 1900 bei den Olympischen Spielen in Paris im Kugelstoßen teil und wurde dort lediglich zehnter. Ebenso nahm er im Diskuswurf teil, konnte dort aber ebenfalls keine Medaille gewinnen. Anschließend nahm er im Tauziehen mit anderen schwedischen und dänischen Sportlern zusammen in einer gemischten Mannschaft teil, darunter Edgar Aabye, August Nilsson, Eugen Schmidt, Gustaf Söderström und Karl Gustaf Staaf, mit der er gegen ein französisches Team die Goldmedaille gewinnen konnte.
Viermal wurde Winckler dänischer Meister: Sowohl 1901 (10,04 Meter), 1902 (9,74 m) als auch 1903 (10,20 m) gewann er das Kugelstoßen, und 1902 (29,31 m) siegte er im Diskuswurf.